# Peterburgskaja gaseta
Die Peterburgskaja gaseta (russisch Петербургская газета, Petersburger Zeitung) war eine Tageszeitung, die, 1867 von dem Journalisten Ilja Arsenjew gegründet, bis 1917 in Sankt Petersburg in russischer Sprache erschien. 1881–1887 war Peter Monteverde Chefredakteur.

## Überblick
Täglich erschien das Blatt erst ab 1882. Zuvor war die Petersburger Zeitung bis 1871 dreimal, seit 1871 viermal und seit 1878 fünfmal wöchentlich erschienen.
Vor 1871 war die Zeitung wenig verbreitet. Nachdem Sergei Chudekow das Blatt gekauft hatte, stieg die Anzahl der verkauften Exemplare. Ab 1871 durfte die Redaktion zum Thema Politik publizieren. Allerdings reagierte die Zensur des Zaren in den Jahren 1873 sowie 1877 mit dem zeitweisen Verbot des Druckerzeugnisses.
In den 1870er Jahren stimmte die Zeitung vor dem Hintergrund der Unterdrückung der Bulgaren im Osmanischen Reich in die nationalistischen Töne vieler russischen Tageszeitungen ein. Jörg Baberowski sieht in der zunehmenden Hetze der Zeitungen sogar den wesentlichen Grund, warum Zar Alexander II sich gegen den Widerstand seines Finanzministers Michael von Reutern zum Eintritt in den Russisch-Osmanischen Krieg bewegen ließ. Die Peterburgskaja gaseta schilderte die Eindrücke des Krieges, "...dass die Flüsse sich in rote Ströme christlichen Blutes verwandelt hätten."
Ab 1895 enthielt die Zeitung die kostenlose Beilage Unsere Zeit (russisch Наше время Nasche wremja). Zur Beliebtheit verhalfen diesem langlebigen Blatt Autoren wie der Journalist Nikolai Leikin, der Satiriker Dmitri Minajew, der Humorist Gawriil Schuljow, die Theaterkritiker Alexander Kugel (Pseudonym: Homo novus), Wladimir Baskin und Alexander Pleschtschejew sowie die Schriftsteller Nikolai Leskow, Sergei Terpigorew (Pseudonym: Atawa; russisch Атава), Wassili Awseienko, Ijeronim Jassinski und Anton Tschechow. Letzterer publizierte 1885–1887 unter den Pseudonymen A. Tschechonte (russisch А. Чехонте) und Ruwer (russisch Рувер) in der Rubrik Flüchtige Notizen (russisch Летучие заметки) etliche Kurzgeschichten.
Nach der Abdankung des Zaren im März 1917 unterstützte das Blatt die Provisorische Regierung bei der Fortführung des Krieges und im erbitterten Kampf gegen die Bolschewiken. Am 22. November desselben Jahres stellten letztere die Verbreitung der Petersburger Zeitung ein.